# Amalarius van Metz

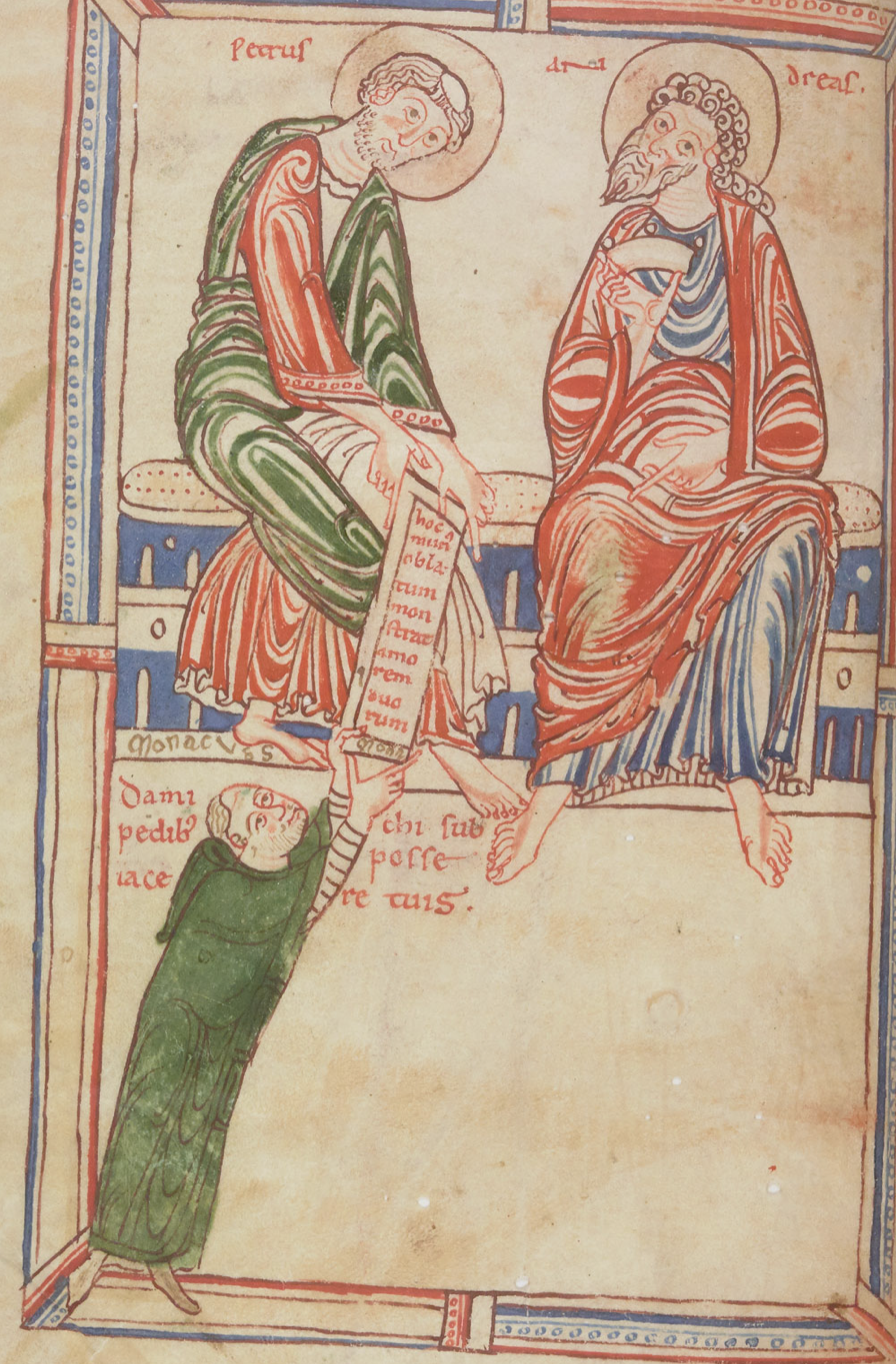
Amalarius, afbeelding uit ca. 1100

Amalarius (ook Amalarius Fortunatus of Amalhar) (omgeving van Metz, ca. 775 - Metz, ca 850) was een Frankische liturgist en van 809 tot 814 de derde aartsbisschop van Trier. Hij steunde Lodewijk de Vrome, de opvolger van Karel de Grote, gedurende diens gehele bewind. De geschriften van Amalarius vormen een van de belangrijkste bronnen van onze huidige kennis van de negende-eeuwse liturgieën van de Westerse Kerk. 

## Biografie
Amalarius was vanaf 796 een leerling van Alcuinus van York. In 809 benoemde Karel de Grote hem tot aartsbisschop van Trier. In 813 was hij de belangrijkste Frankische ambassadeur aan het Byzantijnse hof van Michaël I Rangabe in Constantinopel. Na de dood van Karel de Grote in 814 diende Amalarius zijn ontslag in. 
In 831 reisde Amalarius naar Rome voor een ontmoeting met paus Gregorius IV. Hij maakte zich daar sterk voor een nieuwe Germaanse liturgie. In 835 verving hij Agobard tijdens de synode van Diedenhoven, waar hij hervormingen in de liturgie implementeerde. 
In 838 verbood de synode van Quierzy enige van zijn werken op grond van ketterij. Ongeveer tien jaar later stierf hij in Metz.